# Alfredo Miguéis
Alfredo Vital Miguéis (Funchal, 1883 — Funchal, 1943) foi um pintor português. Pertence à primeira geração de pintores modernistas portugueses.
Filho de Joaquim Francisco Miguéis e de Elisa Sara Aguiar Miguéis, frequentou a Escola Industrial do Funchal e, mais tarde, a Academia Real de Belas-Artes, onde completou o curso de Pintura Histórica em 1911, tendo sido discípulo de Columbano Bordalo Pinheiro.
Em 1912 recebeu o prémio do legado Visconde de Valmor, para pensionista no estrangeiro seguindo para Madrid e Paris (1913), onde viria a expor no Salon des Artistes Français. Entre 1910 e 1917 expôs nos Salões da Sociedade Nacional de Belas Artes, Lisboa, sendo premiado com medalhas em pintura, aguarela e desenho. Em 1923 foi um dos participantes na exposição Cinco Independentes, SNBA, Lisboa, juntamente com Dordio Gomes, Henrique Franco, Francisco Franco e Diogo de Macedo.
Foi professor da Escola Industrial do Funchal e, na altura do seu falecimento, era vogal da vereação camarária.
"Colorista delicado, Miguéis possuía um agudo sentido da luz". A sua obra está representada em coleções públicas e privadas, entre as quais: Museu de Arte Contemporânea; Câmara Municipal de Lisboa; Museu Grão Vasco.
A 27 de dezembro de 1940, foi agraciado com o grau de Oficial da Ordem da Instrução Pública.